# Lee Purcell
Lee Purcell, geboren als Lee Jeune Williams (Havelock, 15 juni 1947), is een Amerikaans actrice. Ze werd in zowel 1991 (voor haar hoofdrol als Bessie Robertson  in de televisiefilm Long Road Home) als 1994 (voor haar bijrol als Ann Thielman in de televisiefilm Secret Sins of the Father) genomineerd voor een Primetime Emmy Award. Purcell maakte in 1969 haar acteerdebuut in een aflevering van de dramaserie Bracken's World. Haar eerste filmrol volgde een jaar later, als Jerri Jo Hopper in de dramailm Adam at Six A.M.. 

## Filmografie
*Exclusief 10+ televisiefilms
| - The Unknown (2005) - Dizzyland (1998) - Malaika (1998) - Movies Money Murder (1996) - The Incredible Hulk Returns (1988, televisiefilm) - Space Rage (1985) - Valley Girl (1983) - Eddie Macon's Run (1983) - Airplane II: The Sequel (1982) - Homework (1982) | - Stir Crazy (1980) - Almost Summer (1978) - California Surf (1978) - Mr. Majestyk (1974) - Kid Blue (1973) - Dirty Little Billy (1972) - Necromancy (1972) - Stand Up and Be Counted (1972) - Adam at Six A.M. (1970) |

## Televisieseries
*Exclusief eenmalige gastrollen
- Persons Unknown - Eleanor Sullivan (2010, vijf afleveringen)
- Beyond Belief: Fact or Fiction - Kim O'Farrell (1997, twee afleveringen)
- Due South - Louise St. Laurent (1995-1996, zes afleveringen)
- Murder, She Wrote - Maylene Sutter (1985-1994, twee afleveringen + drie als andere personages)
- Insight - Mickey (1975-1977, twee afleveringen)
- Hawaii Five-O - Molly Taggart (1976-1977, twee afleveringen)

- Library of Congress Control Number: no2002105953
- Nationale Bibliotheek van Israël: 987007328101505171
- SNAC: w69z9hj2
- Virtual International Authority File: 232973801
- WorldCat: E39PBJp69JPQyc6dpMkThxYQMP